# Ahl al-bayt
 (mars 2018).
Si vous disposez d'ouvrages ou d'articles de référence ou si vous connaissez des sites web de qualité traitant du thème abordé ici, merci de compléter l'article en donnant les références utiles à sa vérifiabilité et en les liant à la section « Notes et références ».
Ahl al-bayt  (arabe : أَهْل البَيْت, les gens de la maison) désigne, dans la tradition musulmane, les proches de Mahomet. Ils occupent une place importante dans l'histoire de l'islam. Mais la liste des personnes qui composent cet ensemble varie quelque peu entre les sunnites et les différentes branches du chiisme.

## Point de vue sunnite
Sur le chemin de retour de son pèlerinage d'adieu, Mahomet fit une halte à mi-chemin entre La Mecque et Médine au lieu-dit Ghadir Khumm. Là, au cours d'un sermon, il annonça sa fin prochaine. Dans le hadith, dit Hadith de Ghadir Khumm, rapporté par Muslim ibn al-Hajjaj, il aurait dit qu'il laissait derrière lui deux choses importantes : La première c'est le ''Livre de Dieu'' (Le Coran) et la sunn’a :
Un jour, l'envoyé d'Allah se leva parmi nous pour prononcer un sermon près d’un point d’eau nommé Khumm, entre La Mecque et Médine. Il loua Allah, fit son éloge, exhorta les fidèles et leur rappela leurs devoirs, puis il dit :
« Ô hommes, je ne suis qu’un être humain en passe de répondre à l’appel de l’envoyé de mon seigneur. Cependant je laisse parmi vous ces deux arguments de poids : le premier est le livre d'Allah qui contient la guidance et la lumière ; prenez le et tenez y vous ferme ». Il nous incita à nous cramponner au livre d'Allah et nous inspira l'amour du livre. Puis il continua : « et les gens de ma Maison : je vous rappelle à l'obéissance à Allah ». 
Concernant les gens de la maison, Husayn demanda alors : « et qui sont les gens de la maison, ô Zayd ? Ses épouses n'en font-elles pas partie ? ». « Si, répondit Zayd, ses épouses en font bien partie, mais ceux dont je veux parler sont les gens de la Maison qui n'ont pas le droit de recevoir les aumônes obligatoires ». « Et qui sont ils ? » demanda Husayn. « Ce sont les membres de la famille de Ali, Aqil, Jafar et de Abbas ».
Pour les sunnites comme pour les chiites, les descendants d'Ali font partie des gens de la maison. Les sunnites y incluent aussi les veuves de Mahomet, leurs descendants, les hachémites et tous leurs descendants jusqu'à maintenant.
Les gens de la maison désignent les descendants de la famille de Mahomet par le sang, c'est-à-dire les descendants de :
- Ali ibn Abi Talib : descendant des hachémites, 4e calife, cousin du prophète Mahomet ;
- al-Abbas ibn Abd al-Muttalib : descendant des hachémites, ancêtres des califes abbassides, oncle de Mahomet ;
- Aqil ibn Abi Talib (en) : descendant des hachémites, cousin de Mahomet ;
- Jaafar ibn Abi Talib : descendant des hachémites, cousin de Mahomet ;
- Salman Al Farsi (c'est-à-dire « le Perse ») : compagnon de Mahomet, aurait reçu sa bénédiction qui l'a reconnu comme membre de l'ahl al-bayt.

Tous les descendants de Ali, Aqil, Abbas et Jaafar n'ont pas le droit à l'aumône, selon les dires de Mahomet.
Bien que Mahomet ait interdit et condamné toute discrimination entre les musulmans à tous les niveaux en leur signifiant qu'ils sont frères de sang, certains ont voulu honorer la postérité de sa famille en lui attribuant différents titres honorifiques tels que "Sayyid" (monseigneur), "Habib" (bien-aimé), "Mirza" (pour ceux qui descendent par voie maternelle) ou encore "Chérif" (noble). 
Mais pour les musulmans chiites ces titres reviennent uniquement aux descendants du prophète de l'islam par la voie de ses petits-fils et de sa fille Fatima, excluant par conséquent les autres fils de Ali qui n'ont pas Fatima pour mère ils prennent pour preuve le récit du manteau (hadith al-kisa) où le prophète mit Fatima, 'Ali, Hassan et Hussein sous un manteau et dit qu'ils étaient sa famille. Seuls les sunnites ont gardé les titres pour l'ensemble des descendants de l'ahl al-bayt, jusqu'à maintenant, en bannissant toute différence parmi la postérité des gens de la maison.
D'après la tradition sunnite, toutes les femmes de Mahomet sont membres à part entière des gens de la maison. Certains des membres de la postérité des Gens de la maison ont pour tradition de porter un turban vert, en souvenir de leurs ancêtres (le vert était la couleur du turban des quatre premiers califes et était la couleur préférée de Mahomet).
Certaines personnalités sont des membres des gens de la maison par alliance c'est-à-dire qui se sont unis à eux par la voie du mariage. Parmi eux, nous pouvons citer :
- Omar ibn al-Khattâb, 2e calife, marié à Oumm Koulthoum bint Ali, également beau-père de Mahomet par sa fille Hafsa ;
- Othmân ibn Affân, 3e calife, marié à, puis veuf de, Rukaya bint Mohammad et Oumm Koulthoum bint Mouhammed

## Point de vue chiite

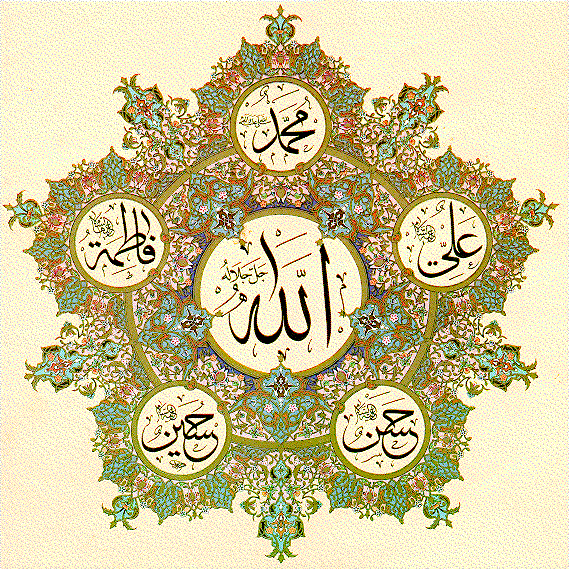
Représentation calligraphique des noms de Mahomet, Ali, Fatima, Hassan, Hussayn, avec celui d'Allah au centre.

### Le principe[pasclair]
Les chiites s'appuient sur le verset de la purification pour démontrer que les épouses de Mahomet ne font pas partie des Ahl al-bayt :

« Restez dans vos maisons, ne vous montrez pas dans vos atours comme le faisaient les femmes au temps de l'ancienne ignorance. Acquittez-vous de la prière; faites l'aumône; obéissez à Dieu et à Son Prophète ! Ô vous, les Gens de la Maison! Dieu veut seulement éloigner de vous la souillure et vous purifier totalement »

Si les indices grammaticaux de la première partie de ce verset signalent qu'elle s'adresse aux femmes, il n'en va pas de même du reste du verset (à partir de ô vous gens de la maison) qui est exclusivement au masculin : on a en effet éloigner de vous (en arabe 'an-KUM) est explicitement masculin, tout comme vous purifier) (yutahhira-KUM). Cela prouve la séparation entre les deux parties. De plus le mot maison (« bayt » en arabe) est utilisé au singulier. Or les épouses du prophète avaient chacune leur propre appartement, et donc si le verset parlait des femmes du prophète alors ce mot bayt aurait dû être employé au pluriel (buyût) pour signifier que chaque appartement a été purifié. 
Les sunnites réfutent cette thèse car le premier verset est spécifique et le deuxième global parlant tous les deux des Ahl al Bayt. En effet c'est un style d’apostrophe courant dans le Coran.
Car s'il s'agissait effectivement des épouses du Prophète, le verset se serait adressé à elles en employant le féminin en arabe : 'ankun-na = de vous [épouses du Prophète], et Yotahirkun-na = vous purifier [vous, les épouses du Prophète].
Les chiites se réfèrent donc aux hadith communs aux sunnites et chiites pour en conclure qu'il ne peut s'agir que des personnes citées dans les hadiths suivants, puisque l'expression 'Gens de la Maison' est au singulier : ils en concluent donc qu'il faudrait prouver que les épouses habitent dans la même maison qu'Ali, Fatima, Hassan et Hussein, chose qu'ils refusent catégoriquement.
Les sunnites réfutent aussi cette thèse en montrant que Mahomet n'habitait pas avec Ali, Fatima, Hassan et Hussein alors que Mahomet est la personne qui fait sans divergences partie des Gens de la Maison, et que ses épouses vivaient avec lui.
Les chiites répondent en disant que le prophète Mahomet était dans la même maison lorsque le verset de la purification a été révélé, le fait que Mahomet habite ou pas dans la maison de Fatima et 'Ali ne change donc rien.
Pour les  chiites, les gens de la maison purifiés sont  au nombre de quatorze. On a tout d'abord
- Mahomet
- `Alî
- Fatima
- Hasan
- Hussayn

Auxquels s'ajoutent des imams, ce qui pour les duodécimains signifie les neuf suivants :
- `Alî Zayn al-`Âbidîn
- Muhammad al-Bâqir
- Ja`far as-Sâdiq
- Mûsâ al-Kâzim
- `Alî ar-Ridâ
- Muhammad al-Jawâd
- `Alî al-Hâdî
- Hasan al-Askarî
- Muhammad al-Mahdî

Ces « gens de la maison » sont appelés les « quatorze infaillibles ».
La jurisprudence chiite prévoit que ni les « gens de la maison » ni les descendants directs de Mahomet par l’un des douze imams (Sayyid) ne peuvent percevoir d’aumône (Zakat). Ils peuvent percevoir l’aumône de fin du Ramadan (Zakat al-Fitr) d’un autre sayyid. 

### Qui sont les Ahl al-Bayt?
Il a été montré[Où ?] que la famille du Prophète – connue par les expressions Ahl al-bayt, ‘Itrah (« généalogie ») et Âl (« famille, maisonnée ») – comprend la fille du prophète, Fatima, son gendre ’Ali, et leurs enfants Hassan et Hussayn. Ces cinq membres de la famille, avec Mahomet à leur tête, sont ceux qui étaient vivants lorsque ce verset fut révélé à ce dernier. Cependant, neuf autres imams descendants de Hussayn  font aussi partie de la famille choisie, le dernier d’entre eux étant l’imam Mahdi. 
Mahomet a dit : “Moi-même, Ali, Hassan et Hussayn et neuf descendants de Hussayn sommes les purifiés et les infaillibles” al-Juwayni, Fara'id al-Simtayn, (Beirut, 1978). La grandeur de Al-Juwayni en tant que spécialiste de hadiths a été attestée par al-Dhahabi dans Tadhkirat al-Huffaz, et aussi par Ibn Hajar al-‘Asqalani dans al-Durar al-Kaminah. Le prophète a également dit : “Je suis le chef des prophètes et Ali ibn Abi Talib est le chef des successeurs, et après moi mes successeurs seront douze, le premier étant Ali ibn Abi Talib et le dernier étant al-Mahdi”. [al-Juwayni, Fara'id al-Simtayn] 
“Al-Mahdi est l’un d’entre nous, les Ahl-el-Beit” et “al-Mahdi sera de ma famille, de la descendance de Fatima” [Ibn Majah, al-Sunan ; Abu Dawud, al-Sunan] 

### Qu’en est-il des épouses de Mahomet?
Le verset de la purification « Allah veut seulement éloigner de vous la souillure… » a été révélé à Mahomet dans la maison de son épouse Umm Salama; le Prophète a appelé al-Hassan, al-Hussayn, Fatima et ’Ali, et il les a réunis et les a couverts avec sa couverture… Il a ensuite dit : « O Allah ! Ce sont mes Ahl-el-Beit ! Eloigne donc d'eux la souillure et purifie-les totalement. Umm Salama a dit, « O Messager d'Allah ! Suis-je aussi avec vous? » Le Prophète a répondu, « Tu vas bien où tu es ; et tu es vertueuse. » [al-Tirmidhi, al-Sahih, al-Hakim al-Naysaburi, al-Mustadrak `ala al-Sahihayn]. Il indique que ce hadith est authentique selon les critères d’al-Bukhari, al-Suyuti, al-Durr al-Manthur. 
Le début du verset 33 de la sourate 33 et les affirmations qui suivent sont adressés aux épouses du Prophète comme cela est évident à cause des pronoms féminins utilisés. Cependant, dans le verset de purification, le genre change au masculin ou au genre mixte. O vous, les Ahl-el-Beit! Allah veut seulement éloigner de vous la souillure, et vous purifier totalement [Verset de la Purification, Coran 33:33] 
Les compagnons Mahomet lui ont demandé : « Comment devons-nous invoquer la bénédiction sur vous? » Il a dit : « Dites : “O Allah ! Prie sur Mohamed et sur la famille de Mohamed, comme tu as prié sur Abrahim et sur la famille d'Abraham ; et bénis Mohamed et la famille de Mohamed comme tu as béni Abraham et la famille d'Abraham ; en effet, tu es digne de louanges et de gloire.” » [Sahih al-Bukhari]